# Berane
Berane (cirill betűkkel Беране) montenegrói város, az azonos nevű község (járás) székhelye.

## A község (járás) települései
| - Azane, - Babino, - Bastahe, - Berane - Beranselo, - Bor, - Bubanje, - Budimlja, - Buče, - Crvljevine, - Crni Vrh, - Dapsiće, - Dašča Rijeka, - Dobrodole, - Dolac, - Donja Vrbica, - Donja Ržanica, - Donje Zaostro, - Donje Luge, - Dragosava, - Glavaca, - Godočelje, | - Goražde, - Gornja Vrbica, - Gornje Zaostro, - Javorova, - Jašovići, - Johovica, - Kalica, - Kaludra, - Kruščica, - Kurikuće, - Lagatori, - Lazi, - Lubnice, - Lužac, - Lešnica, - Mašte, - Mezgalji, - Murovac, - Orah, - Orahovo, - Pahulj, - Petnjik, | - Petnjica, - Pešca, - Ponor, - Poroče, - Praćevac, - Radmanci, - Radmuževići, - Rovca, - Rujišta, - Savin Bor, - Skakavac, - Štitari, - Tmušići, - Trpezi, - Tucanje, - Veliđe, - Vinicka, - Vrševo, - Vuča, - Zagorje, - Zagrad, - Zagrađe. |

## Fekvése
Az ország északi részén, a Lim folyó partján terül el.

## Története
A várost 1862-ben alapították, s a novipazári szandzsák része volt. Az 1912-es első Balkán-háborúig török uralom alatt állt, ekkor szerb és montenegrói seregek szabadították fel. 1949. július és 1992. március között a város neve  Ivangrad (Иванград) volt Ivan Milutinovics (1901–1944) kommunista partizántábornok tiszteletére.

## Népessége
Többvallású város. A lakosság többsége szerb ortodox, de jelentős muzulmán lakossága is van.
- 1948-ban 3 701 lakosa volt.
- 1953-ban 4 513 lakosa volt.
- 1961-ben 6 969 lakosa volt.
- 1971-ben 11 164 lakosa volt.
- 1981-ben 12 720 lakosa volt.
- 1991-ben 12 267 lakosa volt.
- 2003-ban 11 766 lakosa volt, akik közül 5 375 fő szerb (45,64%), 3 776 montenegrói (32,06%), 1 015 muzulmán (8,61%), 918 bosnyák (7,79%), 40 jugoszláv, 31 horvát, 30 albán, 18 cigány, 14 macedón, 4 orosz, 4 szlovén, 1 német, 1 olasz, 135 ismeretlen.

## Közlekedés
Berana a legtöbb montenegrói várossal kétsávos autóúttal van összekötve. Bijelo Polje városa 35 km-re van. Ez közlekedési csomópont, ahonnan el lehet jutni Podgorica és a szerb határ felé is. Ugyaninnen van vasúti közlekedés is északra, Szerbia irányába. Egy másik közeli északi határátkelőhely Rožaje.
A városnak van repülőtere, amit már régóta nem használnak, de vannak tervek a légikikötő újbóli üzembe helyezésére.
A Podgoricai repülőtér 150 km-re van, ahonnan a főbb európai célállomások elérhetőek.

## Sport
- FK Berane labdarúgócsapat